# Bierre-lès-Semur
Bierre-lès-Semur [bjɛʁ lɛ səmyʁ] ist eine Ortschaft und eine ehemalige französische Gemeinde mit 105 Einwohnern (Stand 1. Januar 2022) im Département Côte-d’Or in der Region Bourgogne-Franche-Comté. Sie gehörte zum Kanton Semur-en-Auxois und zum Arrondissement Montbard.
Mit Wirkung vom 1. Januar 2019 wurden die ehemaligen Gemeinden Flée und Bierre-lès-Semur zur Commune nouvelle Le Val-Larrey zusammengelegt und haben in der neuen Gemeinde den Status einer Commune déléguée. Der Verwaltungssitz befindet sich im Ort Flée.

## Lage
Nachbarorte sind Courcelles-lès-Semur im Norden, Flée im Nordosten, Precy-sous-Thil im Osten, Aisy-sous-Thil im Süden und Montigny-Saint-Barthélemy im Westen.

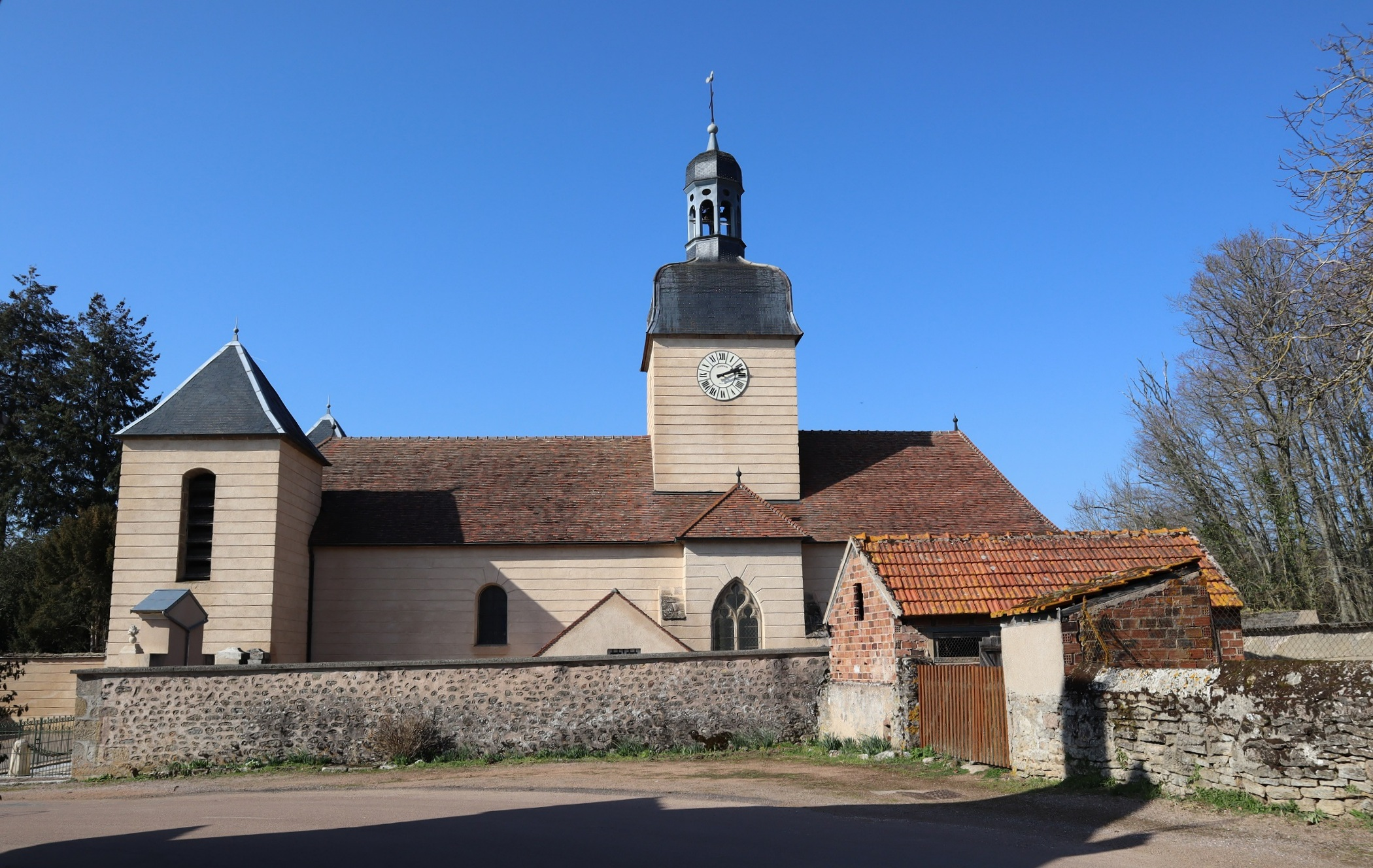
Kirche Saint-Léonard

## Bevölkerungsentwicklung
| Jahr      | 1962 | 1968 | 1975 | 1982 | 1990 | 1999 | 2008 | 2015 |
| --------- | ---- | ---- | ---- | ---- | ---- | ---- | ---- | ---- |
| Einwohner | 100  | 108  | 83   | 58   | 76   | 86   | 84   | 94   |